# Türmer

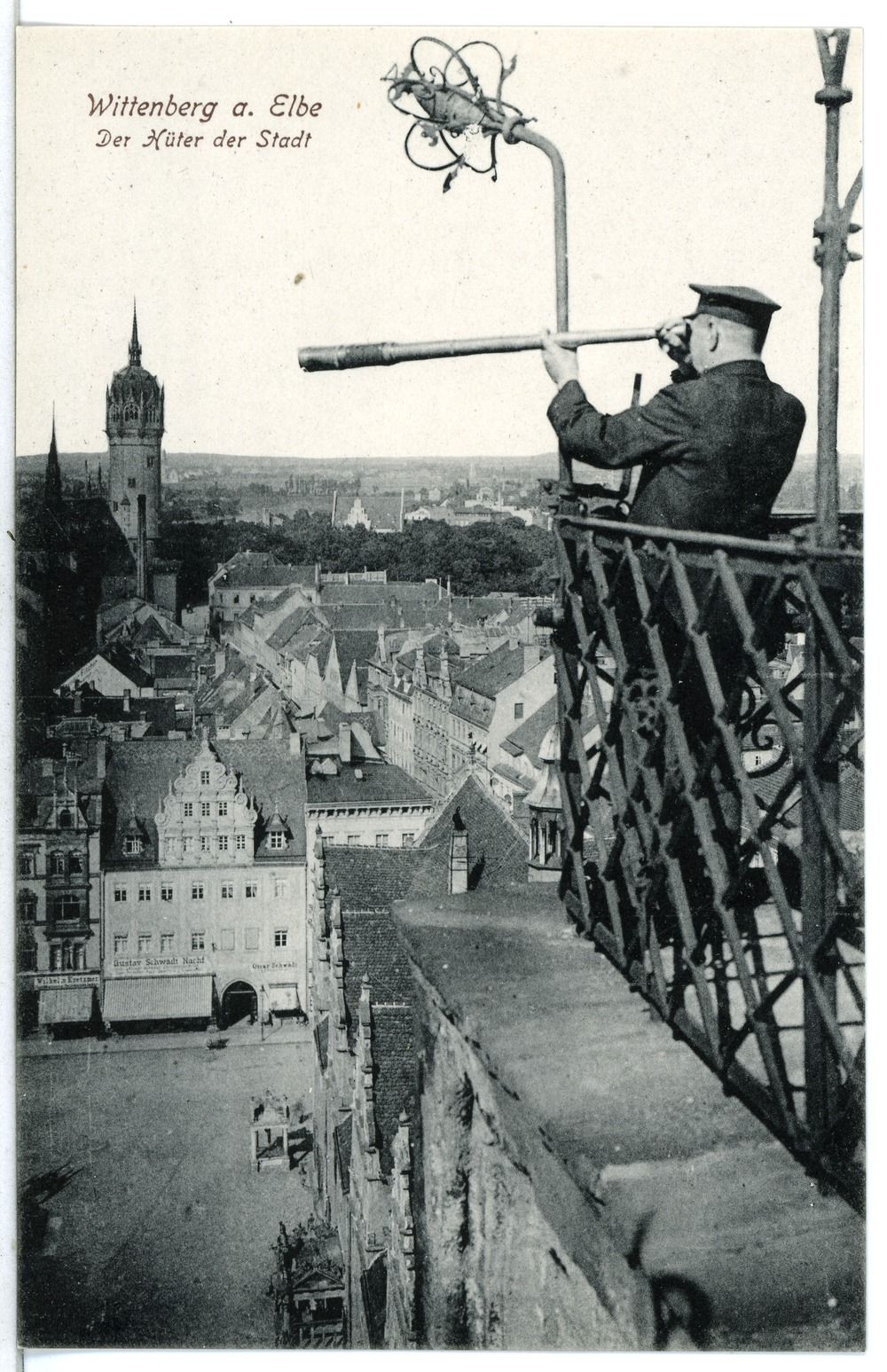
Der Türmer – Hüter der Stadt (Wittenberg, 1911)

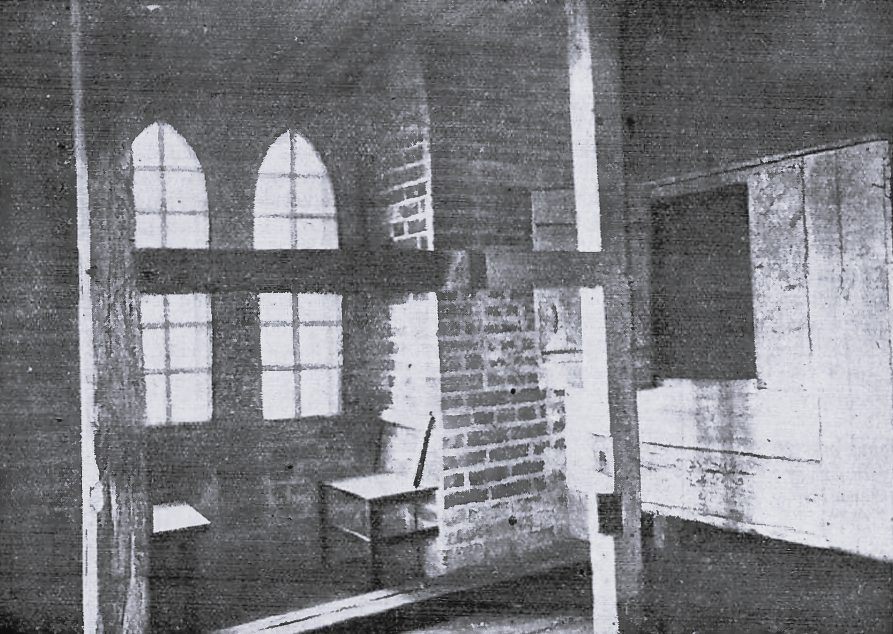
Türmerstube von St. Petri in Lübeck (1917)

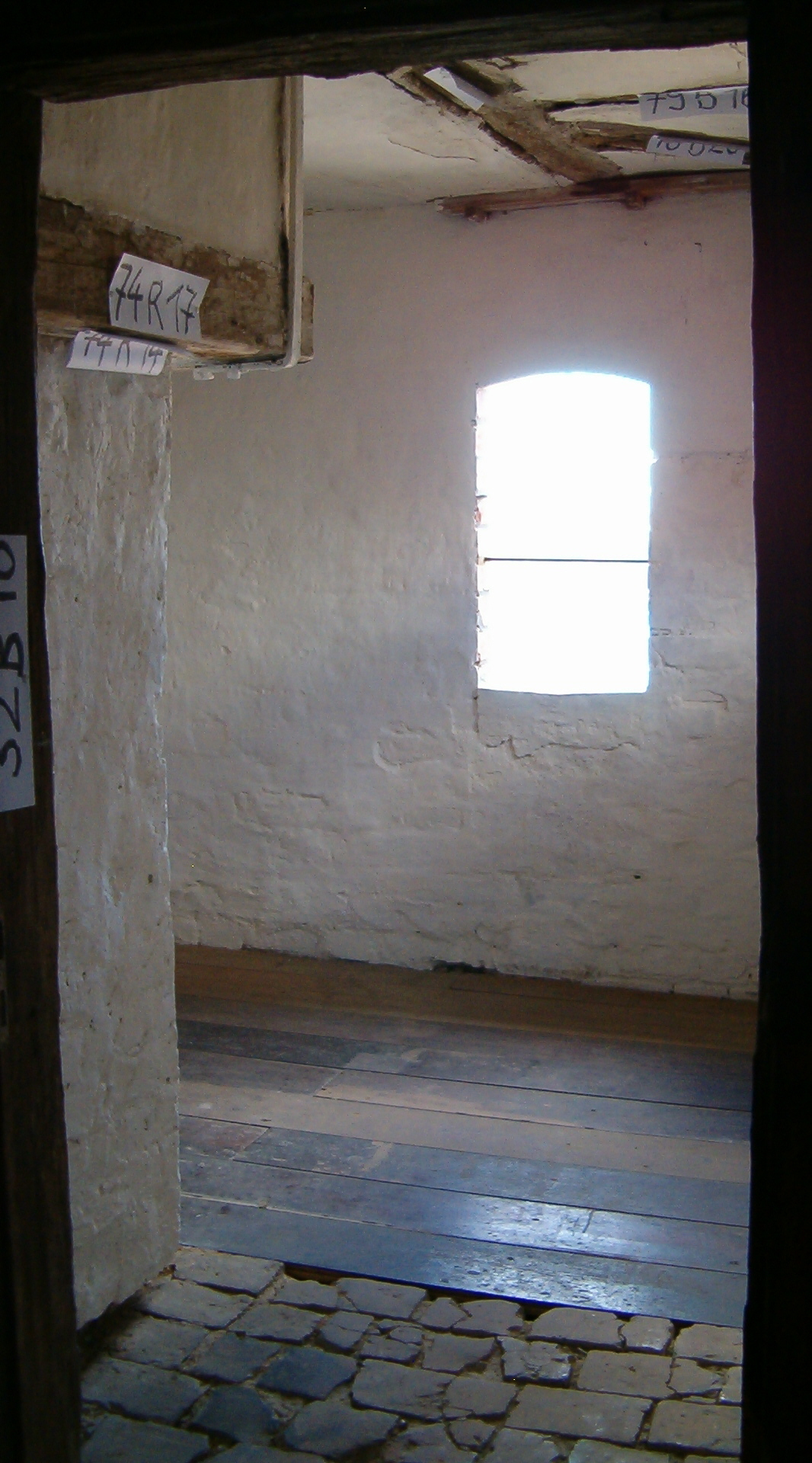
Türmerwohnung im Turm der Rostocker Marienkirche

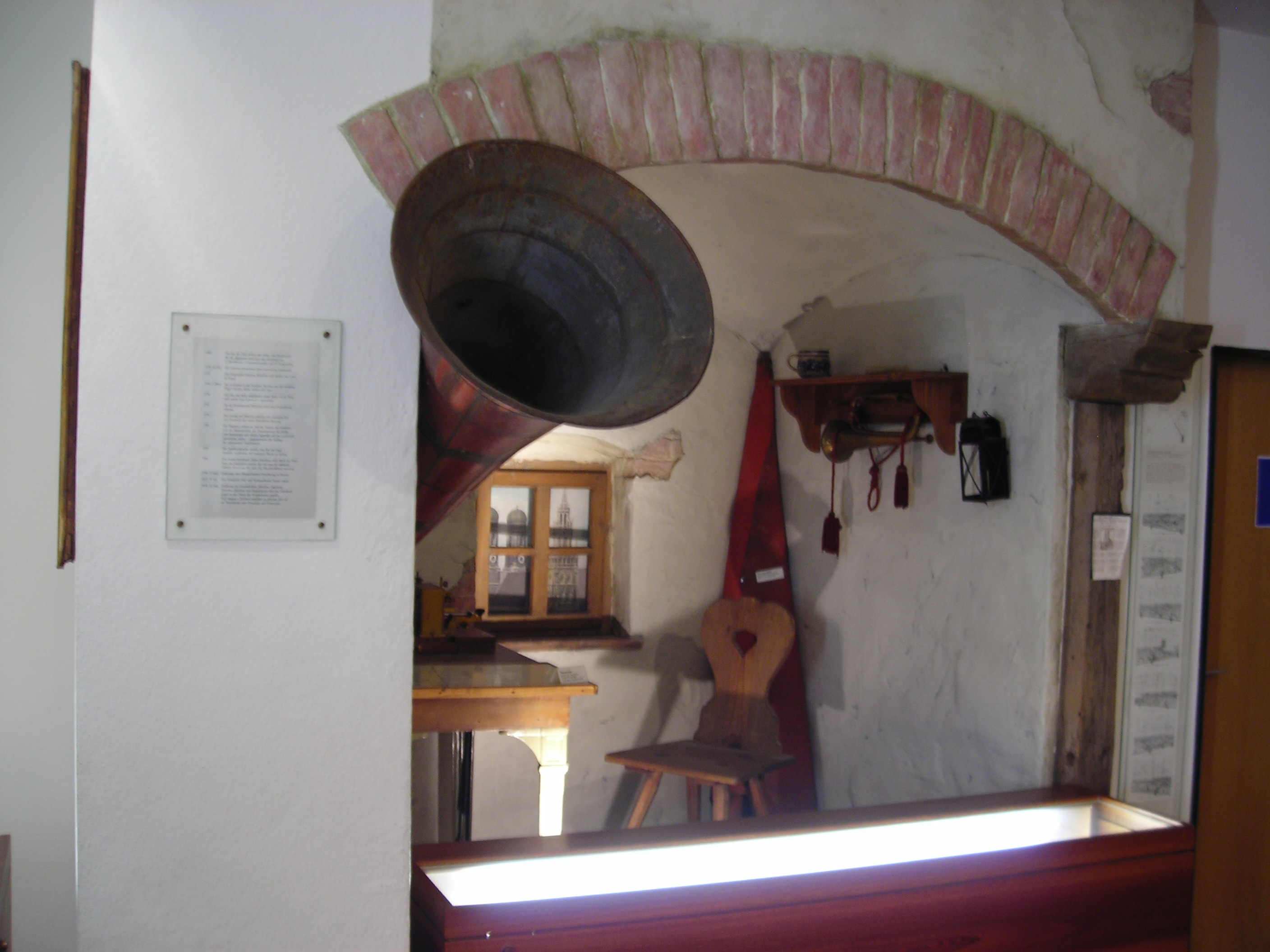
Türmerzimmer in St. Peter in München (Nachbildung)

Türmer (auch Turmwächter oder Turmbläser) ist ein historischer Beruf und die Bezeichnung für einen Wächter, der von einem Turm bzw. einer Türmerstube die Umgebung beobachtet und gegebenenfalls, z. B. im Brandfall Alarm schlägt. Damit übernahm er eine Aufgabe im Brandschutz.

## Aufgaben
Türmer hatten allgemein die Aufgabe, vom höchsten Turm die Stadt oder Burg vor Gefahren zu warnen.
Zu den zu meldenden Gefahren gehörten herannahende Truppen und Banden, aber auch Brände, die wegen der Enge der Städte, der weit verbreiteten Holzbauweise und des lange als Brennmaterial verwendeten Torfs, dessen Asche relativ lange nachglüht, sehr gefährlich waren.
Je nach Gegebenheit wurden dafür Kirchtürme oder Türme der Stadtbefestigung genutzt, innerhalb der Burgen war es meist der Bergfried. Zur Warnung der Bürger nutzten die Türmer entweder ein Wächterhorn, eine Glocke, Signalflaggen oder bei Dunkelheit auch Lampen. Es war durchaus üblich, dass Türmer auch im Turm wohnten. Bestand erhöhte Brandgefahr mussten sie auch ununterbrochen oben auf dem Turm verweilen, zum Teil über viele Wochen. Eine weitere Aufgabe des Türmers konnte zudem das stündliche Schlagen einer Glocke zur Zeitangabe sein.
Das Choralblasen vom Turm ist eine rein protestantische Tradition, die erst mit der Reformation aufkam. Dem geblasenen Choral kam eine besondere Bedeutung zu, da es eine Art der Predigt darstellte, die über die Häuser hinweg zu den Menschen getragen wurde. Die Gemeinde hörte den Choral und konnte zu Hause oder auf der Straße mitsingen oder mitbeten. Dies ist eng mit dem Turmblasen verwoben.
Heute werden Türmer hauptsächlich im Rahmen des Tourismus beschäftigt. Sie sind in der „Europäischen Nachtwächter- und Türmerzunft“ organisiert.

## Soziale Stellung
Im Mittelalter galt der Beruf des Türmers als „ehrlos“ und damit als unehrlicher Beruf. In den städtischen Ständegesellschaften des Mittelalters wurden Kinder aus Türmerfamilien daher meist von der Aufnahme in andere Zünfte ausgeschlossen. Erst Mitte des 16. Jahrhunderts erhielten sie durch Reichsgesetze der Jahre 1548 und 1577 die Möglichkeit, ein anderes Handwerk zu erlernen.

## Historische Überlieferungen
Im Jahr 1467 brannte der Turm der Salvatorkirche in Duisburg aus, nachdem der Turmwächter neben einer brennenden Kerze eingeschlafen war.
Ein tragisches Schicksal hatte 1661 der Türmer von St. Reinoldi in Dortmund, als der Kirchturm aufgrund von schon länger bestehenden Erdbebenschäden einstürzte. Zwar, so berichten die Stadtchroniken, schaffte er es noch, die Passanten unterhalb des Turmes zu warnen, der Wächter selbst fand jedoch den Tod.
In der Hamburger Kirche St. Michaelis versah der Türmer schon in der ersten großen St.-Michaelis-Kirche sein Amt, welche 1750 durch Blitzschlag zerstört wurde. Der damalige Türmer Hartwig Christoffer Lüders schrieb:

„Den 2. März 1750 habe ich den Dienst angetreten, aber nur acht Tage verwaltet, weil den 10. März selbigen Jahres die Kirche samt Thurm durch einen unglücklichen Wetterstrahl in die Asche gelegt ward. Anno 1778 den 14. September habe ich durch die Gnade Gottes erlebt, daß der Knopf und Flügel des neu erstandenen Thurmes ist wieder aufgesetzt, und mit innigster Freude Lob- und Danklieder musicirt.“

Schon einen Monat nach dem großen Unglück ließ der Rat der Stadt auf dem Großneumarkt einen 20 Meter hohen Glockenturm aus Holz errichten, in dem Glocken der kurz vorher wegen Baufälligkeit abgerissenen kleinen St.-Michaelis-Kirche aufgehängt wurden. Von diesem Turm blies der Türmer dann täglich morgens um 10 Uhr und abends um 21 Uhr seinen Choral, bis er diesen Dienst wieder vom Turm herab ausüben konnte. Er und seine Nachfolger mussten übrigens noch bis in die zweite Hälfte des 19. Jahrhunderts einen Teil ihres Einkommens zu Weihnachten mit einer Büchse bei den Gemeindemitgliedern erbitten.

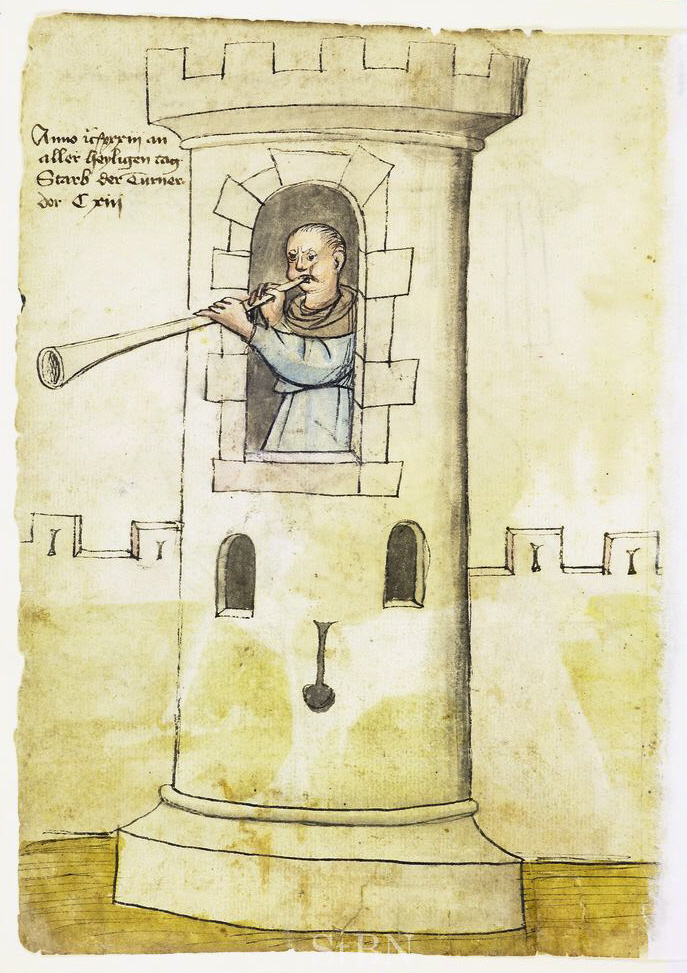
Abbildung eines Türmers aus dem Jahr 1433 aus dem Hausbuch der Nürnberger Zwölfbrüderstiftung

In der Türmerstube des Wiener Stephansdoms versahen Türmer ab 1534 bis 1955 Dienst, die Brände in der Stadt Wien zuerst den militärischen Einrichtungen und später der Feuerwache meldeten.
In Koblenz verrichteten spätestens im 18. Jahrhundert und bis 1893 zwei Turmwächter ihren Dienst in einem der Türme der Liebfrauenkirche. Die vier Nachtwächter rund um die Liebfrauenkirche – im Ganzen waren hier jede Nacht zehn Nachtwächter unterwegs – meldeten sich im Wechsel jede Viertelstunde durch Ziehen der Turmglocke bei den Türmern und wurden von diesen durch ein Rufrohr angesprochen. Der Dienst der Turmwächter dauerte vom Läuten der „Polizeiglocke“ durch sie um 22 Uhr – hieran erinnert noch das Läuten der „Lumpenglocke“ in Liebfrauen – bis 3, 4 oder 5 Uhr, je nach Jahreszeit. Mit dem Horn bliesen sie die Viertelstunden. Sahen sie einen Brand oder meldete ein Nachtwächter ein Feuer, gaben sie mit Feuerglocke und Horn Feueralarm. Durch das Rufrohr am Turm konnten sie der Feuerwehr nach unten melden, wo es brannte.
Ein Türmer (Hausmann) wohnte spätestens seit der ersten Hälfte des 16. Jahrhunderts mit seiner Familie auf dem Petriturm zu Freiberg. Der letzte Türmer verließ den Turm am 1. Juli 1905. Weiterhin lebten auf dem Turm noch die Scharwächter (Turmwächter – nebenberuflich immer zwei, die sich regelmäßig abwechselten, und Gesellen sowie weitere Gehilfen), die wie der Türmer immer auf ein Jahr vom Stadtrat angestellt wurden und diesen Dienst von Jahr zu Jahr verlängern konnten. Durch die Stadtpfeiferei gehörte der Beruf in Freiberg zu den acht am besten bezahlten. Die ehemaligen Wohnstuben können heute bei einem Turmbesuch besichtigt werden.

## Türmer heute
Auch heute werden in manchen Orten Türmer oder Choralbläser eingesetzt:

### Deutschland
- Auf dem Blauen Turm in Bad Wimpfen wohnt seit dem Jahr 1996 ganzjährig eine Türmerin.[12][13] Seit dem 16. Jahrhundert bekleideten ununterbrochen Männer dieses Amt.[14]
- Im Turm der St.-Annen-Kirche in Annaberg-Buchholz lebt ganzjährig eine Türmerfamilie.[15]
- Die St.-Georgen-Kirche ist Arbeitsplatz des Türmers der Stadt Schwarzenberg/Erzgeb.[16]
- Auf dem Turm Daniel der St.-Georgs-Kirche in Nördlingen ruft der Türmer von 22:00 bis 24:00 Uhr halbstündlich sein So G'sell, so!.
- Auf dem Turm der St.-Lamberti-Kirche in Münster bläst derzeit (Stand 3/2018) die Türmerin Martje Thalmann täglich außer dienstags von 20:30 bis 24:00 Uhr halbstündlich mit ihrem Horn ein Zeitsignal.[17][18] Die Turmstube ist telefonisch mit der Berufsfeuerwehr Münster verbunden und die Türmerin versieht auch heutzutage noch eine Brandwache über die Stadt. In der Vergangenheit konnte mehrfach von den Türmern Feuer entdeckt werden, bevor jemand anderes die Feuerwehr alarmierte.
- Auf dem Hamburger Michel (St.-Michaelis-Kirche in Hamburg) bläst der Michel-Türmer werktags um 10:00 und 21:00 Uhr, sonntags um 12:00 Uhr einen Choral in alle vier Himmelsrichtungen.
- Vom Nordturm der St.-Johannis-Kirche in Göttingen werden seit dem Reformationstag 1992 jeden Sonnabend um 11:00 Uhr für eine Viertelstunde vom Turmbläser Choräle mit dem Flügelhorn gespielt.
- Vom Hausmannsturm in Helmstedt wird seit Advent 1985 jeden Sonnabend um 11:00 Uhr vom „Hausmann und seinen Gesellen“ durch Choräle der bevorstehende Sonntag „angeblasen“.
- Auf dem Turm des Domes St. Petri zu Bautzen wohnt in einer 55 m² großen Wohnung nach wie vor eine Türmerfamilie, derzeit (2023) dieselbe in der vierten Generation seit dem Jahr 1900.

### Schweiz
- Einer der letzten ihrer Zunft ist die Munotwächterin von Schaffhausen. Eine ihrer Aufgaben ist es, jeden Abend um 21:00 Uhr fünf Minuten lang das Munotglöggli zu läuten.
- Auch in Lausanne gibt die Türmerin Cassandre Berdoz jeden Abend vom Turm der Kathedrale Notre Dame zwischen 22:00 Uhr und 24:00 Uhr die Uhrzeit bekannt.[19][20]

### Polen
- Die Pflicht des stündlichen Glockenschlags nimmt heute noch der Türmer auf dem Nordturm der Marienkirche in Krakau wahr. Er bläst außerdem ein Trompetensignal (Hejnał) in alle vier Himmelsrichtungen.

### Schweden
- Vom Turm der St.-Marien-Kirche in Ystad bläst ein Türmer in jeder Nacht viertelstündlich von 21:15 bis 1:00 Uhr auf einer Lure ein Signal in jede Himmelsrichtung.

## Türmermuseen
- Das erste deutsche Türmermuseum befindet sich in Vilseck, einer Stadt im Regierungsbezirk Oberpfalz in Bayern.[21]
- In der Türmerwohnung der Nikolaikirche in Siegen wurde im Jahr 1994 ein Museum eingerichtet.
- Im Turm der Pfarrkirche in Güstrow richtete die gemeindeeigene Arbeitsgemeinschaft „Türmerwohnung“ in der ehemaligen Dienstwohnung des Türmers ein kleines Museum ein.[22]
- In Memmingen waren von 1535 bis 1920 Türmer konstant auf dem Turm von St. Martin im Einsatz. Es finden in der Zeit von 1. Mai bis 31. Oktober täglich Führungen auf den Turm mit Museum und Dachbodenbesichtigung statt.[23]

## Türmer in der Literatur

Eulenspiegel als Türmer,
Holzschnitt des Volksbuches von 1515

- Im Volksbuch „Till Eulenspiegel“ des Chronisten und Schriftstellers Hermann Bote (um 1450 – um 1520) hat Eulenspiegel als Türmer die Aufgabe, durch Trompetensignale das Herannahen von Feinden anzuzeigen.[24]

- In Gesangbüchern evangelischer Kirchen findet sich das Kirchenlied „Wachet auf, ruft uns die Stimme des Wächters sehr hoch auf der Zinne“ von Philipp Nicolai (1556–1608) aus dem Jahr 1599.

- In der Schweiz ist das „Lied vom Munotglöckchen“ bekannt, welches den Liebeskummer des Munotwächters beschreibt.

- Ein literarisch berühmtes Türmerlied ist das des Lynkeus, des Türmers in Goethes Faust II: „Zum Sehen geboren, zum Schauen bestellt, dem Turme geschworen, gefällt mir die Welt“. Goethe beschrieb zudem in der Ballade „Der Totentanz“ das Schicksal eines Türmers.

## Weitere Bedeutungen
Das Verb „türmen“ bedeutet: „sich durch Flucht aus einer Situation befreien“. In anderem Zusammenhang („sich türmen“) bedeutet es eine vertikale Anhäufung von einzelnen Teilen.